# Kovács Eszter (kommunikációs szakember)
Kovács Eszter (Szombathely, 1977. április 28. –) újságíró, kommunikációs szakember, a Semmelweis Egyetem kommunikációs és rendezvényszervezési igazgatója (2012–2022). A Semmelweis HELP applikáció és weblap ötletgazdája, projektvezetője.

## Munkássága
Dolgozott a Sláger Rádiónak és a Független Hírügynökségnek, 2006 óta pedig a Semmelweis Egyetemen dolgozik: 2006-tól sajtóreferens, 2010-től sajtófőnök, 2012-től pedig kommunikációs igazgató. Irányításával jött létre az egyetem weboldalán működő egészségszakmai hírportál, ő alakította ki az intézmény sajtókapcsolatait, valamint kezdeményezésére születtek meg az első lakosságot segítő oktatóvideók, valamint az orvosi tévhiteket cáfoló KliniKaland animációs sorozat is. Ötlete nyomán az általa vezetett csapat létrehozta a Semmelweis HELP applikációt és webalkalmazást.